# 明瑟冰川
明瑟冰川（英語：Mincer Glacier），是南極洲的冰川，位於埃爾斯沃思地的瑟斯頓島北部，流經祖恩海崖，最終注入默菲灣東南部，現時由南極條約體系管理。